# Рудногорское муниципальное образование
Рудногорское муниципальное образование — муниципальное образование со статусом городского поселения в
Нижеилимском районе Иркутской области России. Административный центр — посёлок Рудногорск.

## Демография
По результатам Всероссийской переписи населения 2010 года
численность населения муниципального образования составила 3620 человек, в том числе 1724 мужчины и 1896 женщин.

## Населённые пункты
В состав муниципального образования входят населённые пункты
- Рудногорск[2]